# Giải Simone de Beauvoir
Giải Simone de Beauvoir tên đầy đủ là Giải Simone de Beauvoir cho quyền tự do của phụ nữ (tiếng Pháp: Prix Simone de Beauvoir pour la liberté des femmes) là một giải thưởng nhân quyền quốc tế, dành cho các cá nhân hay một tổ chức đấu tranh cho quyền tự do của phụ nữ, quyền bình đẳng nam nữ và nhân quyền.
Giải này do Julia Kristeva lập ra ngày 9.1.2008, nhân dịp kỷ niệm sinh nhật thứ 100 của nhà văn kiêm triết gia người Pháp Simone de Beauvoir, nổi tiếng về tác phẩm luận đề Le Deuxième Sexe xuất bản năm 1949, và được đặt theo tên bà.
Triết gia Julia Kristeva là người đứng đầu ban giám khảo.

## Những người đoạt giải
- 2019 – Sara García Gross, nhà hoạt động xã hội người El Salvador[3]
- 2018 – Aslı Erdoğan, nhà văn Thổ Nhĩ Kỳ[4]
- 2017 – Hiệp hội Ba Lan 'Save Women'. Barbara Nowacka đại diện nhận giải.[5]
- 2016 – Thị trưởng của Lampedusa Guisi Nicolini.
- 2015 – National Museum of Women in the Arts[6]
- 2014 - Michelle Perrot (Pháp) người tiên phong trong việc viết lịch sử phụ nữ Pháp[7]
- 2013 - Malala Yousafzai (Pakistan) người đấu tranh cho quyền được giáo dục của nữ giới[8].
- 2011 – Lyudmila Ulitskaya (Nga)
- 2010 – Ai Xiaoming và Quách Kiến Mai (Trung Quốc).[9]
- 2009 – One Million Signatures (đợt vận động "Một triệu chữ ký") của Phong trào Nữ quyền ở Iran đòi hủy bỏ luật phân biệt đối xử với phụ nữ ở Iran.[10]
- 2008 – Taslima Nasreen, (Bangladesh) và Ayaan Hirsi Ali, (Hà Lan).[11][12]

## Ban giám khảo
Ban giám khảo hiện nay gồm trên 20 nhân vật nổi tiếng quốc tế, trong đó có các nhà văn, nhà xã hội học, triết gia, giáo sư, nhà báo và chính trị gia.
Ngoài Julia Kristeva người thành lập và đứng đầu,, danh sách thành viên trong ban giám khảo năm 2009 như sau (theo mẫu tự):
1. Elisabeth Badinter
2. Gerard Bonal
3. Annie Ernaux
4. Claire Etcherelli
5. Elizabeth Fallaize
6. Madeleine Gobeil-Noel
7. Michel Kail
8. Liliane Kandel
9. Ayse Kiran
10. Claude Lanzmann
11. Bjorn Larsson
12. Liliane Lazar
13. Annette Levy-Willard
14. Anne-Marie Lizin
15. Kate Millett
16. Yvette Roudy
17. Danièle Sallenave
18. Josyane Savigneau
19. Alice Schwarzer
20. Annie Sugier
21. Linda Weil-Curiel
22. Anne Zelensky